# Vindelle
Vindelle település Franciaországban, Charente megyében. Lakosainak száma 1044 fő (2022. január 1.). Vindelle Asnières-sur-Nouère, Balzac, Fléac, Marsac, Saint-Yrieix-sur-Charente és La Boixe községekkel határos.

## Népesség
A település népessége az elmúlt években az alábbi módon változott:
| Lakosok száma | 556  | 747  | 933  | 938  | 1019 | 1049 | 1075 | 1099 | 1081 | 1044 |
|               | 1968 | 1982 | 1990 | 2006 | 2013 | 2015 | 2017 | 2019 | 2020 | 2022 |